# Hedysarum branthii
Hedysarum branthii là một loài thực vật có hoa trong họ Đậu. Loài này được Trautv. & C.A.Mey. miêu tả khoa học đầu tiên.